# Əsgərabad
Əsgərabad è un comune dell'Azerbaigian situato nel distretto di Biləsuvar. Conta una popolazione di 3 624 abitanti.